# کلیو (میشیگان)
کلیو، میشیگان (به انگلیسی: Clio, Michigan) یک شهر در ایالات متحده آمریکا با جمعیت ۲٬۶۴۶ نفر است که در میشیگان واقع شده‌است.

## موقعیت جغرافیایی
موقعیت جغرافیایی شهرها و مناطق اطراف به شرح زیر است: